# Keanu Reeves (singolo)
Keanu Reeves è un singolo del rapper italiano Gemitaiz, in collaborazione con il rapper italiano Achille Lauro, pubblicato il 21 settembre 2018 come quinto estratto dal terzo album in studio Davide.

## Classifiche
| Classifica (2018) | Posizione massima |
| ----------------- | ----------------- |
| Italia            | 16                |